# Shuntaro Koga
Shuntaro Koga (古賀 俊太郎 Koga Shuntaro?), född 27 augusti 1998 i Tokyo prefektur, är en japansk fotbollsspelare.
Koga började sin karriär 2019 i FK Auda. 2020 flyttade han till Renofa Yamaguchi FC. 2021 flyttade han till FC Kariya.